# Deposició física de vapor de feix d'electrons

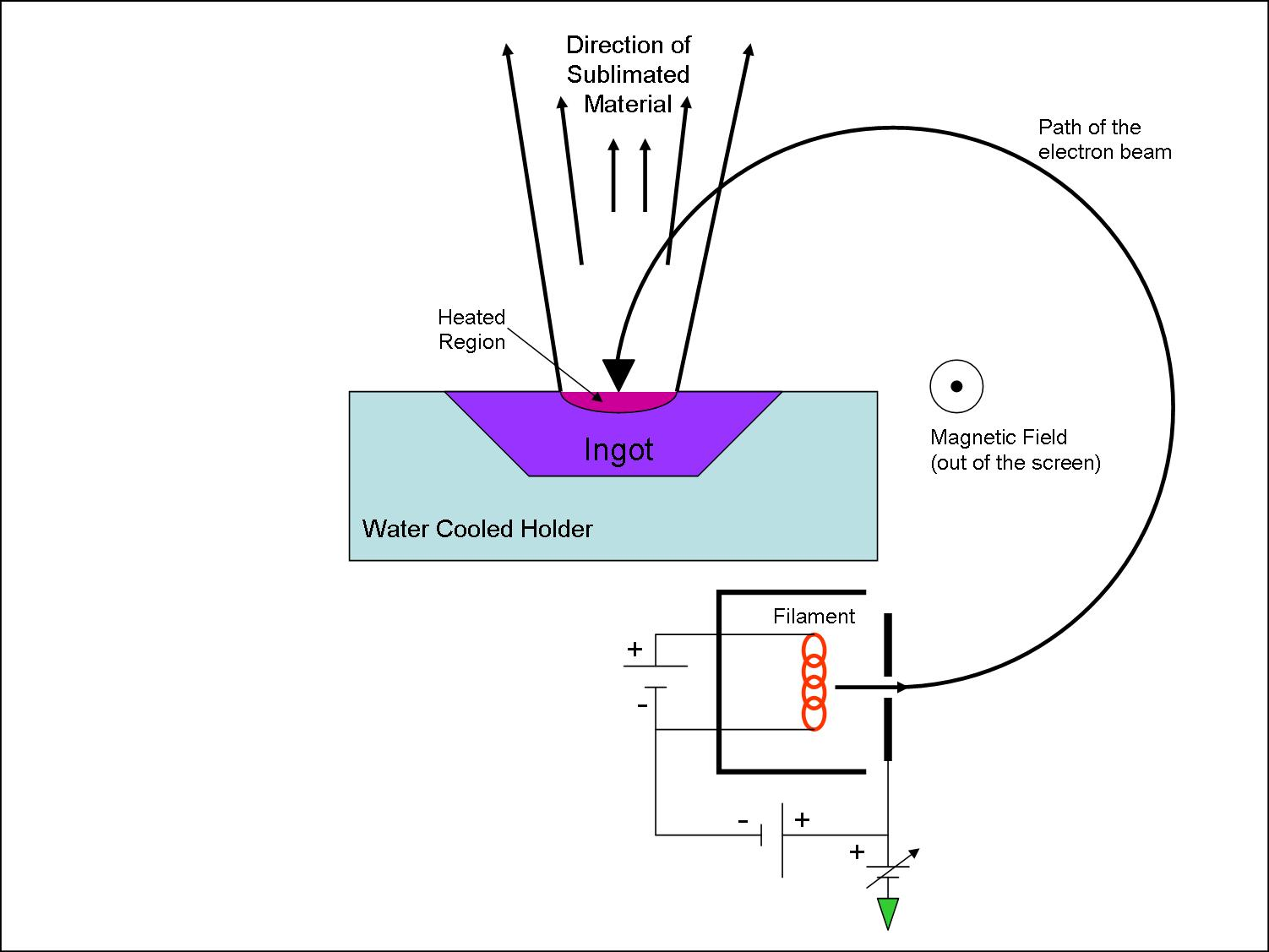
Fig 1. Alineació electromagnètica. El lingot es manté a un potencial positiu respecte al filament. Per evitar interaccions químiques entre el filament i el material del lingot, el filament es manté fora de la vista. S'utilitza un camp magnètic per dirigir el feix d'electrons des de la seva font fins a la ubicació del lingot. Es pot utilitzar un camp elèctric addicional per dirigir el feix sobre la superfície del lingot permetent un escalfament uniforme.

La deposició física de vapor de feix d'electrons (amb acrònim anglès EBPVD), és una forma de deposició física de vapor en la qual un ànode objectiu és bombardejat amb un feix d'electrons emès per un filament de tungstè sota un buit elevat. El feix d'electrons fa que els àtoms de l'objectiu es transformin a la fase gasosa. A continuació, aquests àtoms precipiten en forma sòlida, recobrint tot el que hi ha a la cambra de buit (dins de la línia de visió) amb una fina capa del material de l'ànode.
La deposició de pel·lícula prima és un procés aplicat a la indústria dels semiconductors per fer créixer materials electrònics, a la indústria aeroespacial per formar recobriments de barrera tèrmica i química per protegir les superfícies contra ambients corrosius, a l'òptica per impartir les propietats reflectants i transmissives desitjades a un substrat i en altres llocs. a la indústria per modificar superfícies per tenir una varietat de propietats desitjades. El procés de deposició es pot classificar àmpliament en deposició física de vapor (PVD) i deposició química de vapor (CVD). En CVD, el creixement de la pel·lícula té lloc a altes temperatures, donant lloc a la formació de productes gasosos corrosius i pot deixar impureses a la pel·lícula. El procés PVD es pot dur a terme a temperatures de deposició més baixes i sense productes corrosius, però les taxes de deposició solen ser més baixes. Tanmateix, la deposició física de vapor amb feix d'electrons produeix una alta taxa de deposició de 0,1 a 100 μm / min a temperatures de substrat relativament baixes, amb una eficiència d'utilització del material molt alta. L'esquema d'un sistema EBPVD es mostra a la figura 1.